# 天主教亞琛教區
天主教亞琛教區（拉丁語：Dioecesis Aquisgranensis）是羅馬天主教以德國西部亞琛為中心的一個教區，屬科隆總教區。

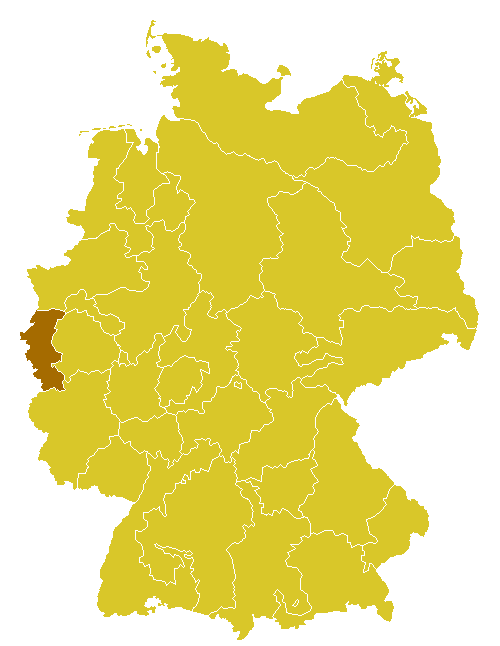
亞琛教區管轄範圍圖

2011年，有教友1,110,948人，佔轄區總人口54.8%、542個堂區、121名修會司鐸、82名執事、141名修士、766名修女。
現任教區主教為黑爾穆特·嘉祿·迪塞爾，輔理主教為嘉祿·博爾施和若望·賓德根斯，榮休主教為亨利·穆辛赫夫，榮休輔理主教為吉拉·迪克和嘉祿·雷格爾。
教區成立於1802年，1821年7月16日被併入科隆總教區。1930年8月30日恢復。